# Luke Evans
Luke Evans, född 15 april 1979 i Pontypool, Gwent, är en brittisk (walesisk) skådespelare och sångare. För teaterbesökaren är han känd för sina roller i Rent, Miss Saigon, Small Change och Piaf, samt för biopubliken för sina roller i Immortals, The Three Musketeers, Clash of the Titans och Tamara Drewe.

## Biografi

### Uppväxt
Luke Evans föddes i Pontypool men växte upp i Aberbargoed, en liten stad i Rhymney Valley i södra Wales, som enda barnet till Yvonne och David Evans. Vid sjutton års ålder flyttade han till Cardiff, där han studerade under överinseende av Louise Ryan, som är en etablerad sångcoach. År 1997 vann han ett stipendium till The London Studio Centre i Kings Cross, London och tog examen från utbildningen år 2000.

### Karriär
Mellan år 2000 och 2008 spelade han i flera av Londons West End-produktioner, däribland La Cava, Taboo, Rent, Miss Saigon och Avenue Q, samt i flera mindre föreställningar i London och vid Edinburgh Festival.
År 2008 fick han sin mest signifikanta teaterroll som Vincent i pjäsen Small Change, som är skriven och regisserad av Peter Gill vid Donmar Warehouse. Rollen var signifikant i den meningen att han fick ett erkännande från filmindustrin och amerikanska organ för denna pjäs, samt blev även nominerad till en Evening Standard award för bästa nykomling på grund av sin roll i Small Change. Senare samma år medverkade han i sin andra teateruppsättning vid Donmar Warehouse av pjäsen Piaf, där han spelade Yves Montand.
Han fick sin första filmaudition vid trettio års ålder. År 2009 medverkade han i sin första film som den grekiske solguden Apollon i Clash of the Titans. År 2010 spelade han rollen som Clive i filmen Sex & Drugs & Rock & Roll i regi av Matt Whitecross, som Sheriffen av Nottinghams bandit i Robin Hood tillsammans med Matthew Macfadyen (som han senare skulle spela tillsammans med igen i The Three Musketeers), samt spelade allfixaren och den gode killen Andy i regissören Stephen Frears’ film Tamara Drewe som är baserad på Posy Simmonds seriestrip. Han kom senare att spela rollen som DI Craig Stokes i Blitz (2011), som är en filmatisering av Ken Bruens novell med samma namn där han bland annat spelade med Jason Statham och Paddy Considine. I början av 2010 spelade han in den oberoende filmen Flutter, i regi av Giles Borg.
Evans spelade musketören Aramis i Paul W. S. Andersons version av De tre musketörerna (inspelad 2010 och hade premiär 2011). Han fick huvudrollen i Tarsem Singhs grekiska episka film Immortals (2011), där han spelade guden Zeus. I slutet av år 2010 fick han en roll mot John Cusack i James McTeigues film The Raven, där han ersatte Jeremy Renner. I filmen, som hade premiär 2012 och utspelar sig i mitten av 1800-talet i Baltimore, spelar han detektiven Emmett Fields, som utreder en serie av mord tillsammans med Cusacks Edgar Allan Poe. Inspelningen ägde rum i Budapest och Serbien i november 2010.
År 2011 spelade han in No One Lives, en psykologisk skräckfilm regisserad av Ryuhei Kitamara i New Orleans och började filma rollen som Bard Bågskytten i Peter Jacksons kommande tre-delade filmserie baserad på J.R.R. Tolkiens roman Bilbo – En hobbits äventyr.

### Privatliv
Under den tidigare delen av sin karriär identifierade han sig öppet som gay. I en intervju från 2002, sa han att: "Alla kände mig som en homosexuell man, och under min tid i London försökte jag aldrig dölja detta" och att genom att vara öppen att han inte skulle ha "skelett i garderoben kan skramla ut". År 2004 sa han att hans skådespelarkarriär inte hade påverkats negativt av att han klivit ut ur garderoben.

## Filmografi
| År   | Film                           | Roll                     | Not(er)  |
| ---- | ------------------------------ | ------------------------ | -------- |
| 2003 | Taboo                          | Billy                    | Kort     |
| 2004 | Miss Saigon                    | Chris                    | Musikal  |
| 2004 | Hardcore                       | Craig                    | Pjäs     |
| 2009 | Don't Press Benjamin's Buttons | Benjamins far            | Kort     |
| 2010 | Cowards and Monsters           | Paul                     | Kort     |
| 2010 | Sex & Drugs & Rock & Roll      | Clive Richards           |          |
| 2010 | Clash of the Titans            | Apollon                  |          |
| 2010 | Robin Hood                     | Sheriff's Thug           |          |
| 2010 | Tamara Drewe                   | Andy Cobb                |          |
| 2011 | Blitz                          | DI Craig Stokes          |          |
| 2011 | The Three Musketeers           | Aramis                   |          |
| 2011 | Immortals                      | Zeus                     |          |
| 2011 | Flutter                        | Adrian                   |          |
| 2012 | Ashes                          | Crewcut                  |          |
| 2012 | The Raven                      | Inspector Emmett Fields  |          |
| 2012 | No One Lives                   | Driver                   |          |
| 2013 | Fast & Furious 6               | Owen Shaw                |          |
| 2013 | Hobbit: Smaugs ödemark         | Bard                     |          |
| 2014 | Dracula Untold                 | Vlad Tepes/Greve Dracula |          |
| 2014 | Hobbit: Femhäraslaget          | Bard                     |          |
| 2015 | Fast & Furious 7               | Owen Shaw                | Cameo    |
| 2015 | High-Rise                      | Richard Wilder           |          |
| 2016 | Message from the King          | Wentworth                |          |
| 2016 | The Girl on the Train          | Scott Hipwell            |          |
| 2017 | Beauty and the Beast           | Gaston                   |          |
| 2018 | The alienist                   | John Moore               | Tv-serie |
| 2019 | Murder Mystery                 | Charles Cavendish        |          |